# Rally de Croacia de 2022
El Rally de Croacia de 2022, oficialmente Croatia Rally 2022, fue la cuadragésimo sexta edición y la tercera ronda de la temporada 2022 del Campeonato Mundial de Rally. Se celebró del 21 al 24 de abril y contó con un itinerario de veinte tramos sobre asfalto que sumaban un total de 291,84 km cronometrados.

## Lista de inscritos
| Num.                       | Piloto                                                        | Copiloto                                                             | Automóvil                | Equipo                           | Neu.                     |
| World Rally Championship   | World Rally Championship                                      | World Rally Championship                                             | World Rally Championship | World Rally Championship         | World Rally Championship |
| -------------------------- | ------------------------------------------------------------- | -------------------------------------------------------------------- | ------------------------ | -------------------------------- | ------------------------ |
| 2                          | Oliver Solberg                                                | Elliott Edmondson                                                    | Hyundai i20 N Rally1     | Hyundai Shell Mobis WRT          | P                        |
| 4                          | Esapekka Lappi                                                | Janne Ferm                                                           | Toyota GR Yaris Rally1   | Toyota Gazoo Racing WRT          | P                        |
| 7                          | Pierre-Louis Loubet                                           | Vincent Landais                                                      | Ford Puma Rally1         | M-Sport Ford WRT                 | P                        |
| 8                          | Ott Tänak                                                     | Martin Järveoja                                                      | Hyundai i20 N Rally1     | Hyundai Shell Mobis WRT          | P                        |
| 11                         | Thierry Neuville                                              | Martijn Wydaeghe                                                     | Hyundai i20 N Rally1     | Hyundai Shell Mobis WRT          | P                        |
| 16                         | Adrien Fourmaux                                               | Alexandre Coria                                                      | Ford Puma Rally1         | M-Sport Ford WRT                 | P                        |
| 18                         | Takamoto Katsuta                                              | Aaron Johnston                                                       | Toyota GR Yaris Rally1   | Toyota Gazoo Racing WRT NG       | P                        |
| 33                         | Elfyn Evans                                                   | Scott Martin                                                         | Toyota GR Yaris Rally1   | Toyota Gazoo Racing WRT          | P                        |
| 42                         | Craig Breen                                                   | Paul Nagle                                                           | Ford Puma Rally1         | M-Sport Ford WRT                 | P                        |
| 44                         | Gus Greensmith                                                | Jonas Andersson                                                      | Ford Puma Rally1         | M-Sport Ford WRT                 | P                        |
| 69                         | Kalle Rovanperä                                               | Jonne Halttunen                                                      | Toyota GR Yaris Rally1   | Toyota Gazoo Racing WRT          | P                        |
| World Rally Championship 2 |                                                               |                                                                      |                          |                                  |                          |
| 20                         | Stéphane Lefebvre                                             | Andy Malfoy                                                          | Citroën C3 Rally2        | DG Sport                         | P                        |
| 21                         | Yohan Rossel                                                  | Valentin Sarreaud                                                    | Citroën C3 Rally2        | PH Sport                         | P                        |
| 22                         | Eric Camilli                                                  | Thibault de la Haye                                                  | Citroën C3 Rally2        | Saintéloc Junior Team            | P                        |
| 23                         | [[Archivo:ANA flag (2017).svg\|border\|20px]] Nikolay Gryazin | [[Archivo:ANA flag (2017).svg\|border\|20px]] Konstantin Aleksandrov | Škoda Fabia Rally2 Evo   | Toksport WRT 2                   | P                        |
| 24                         | Kajetan Kajetanowicz                                          | Maciej Szczepaniak                                                   | Škoda Fabia Rally2 Evo   | Kajetan Kajetanowicz             | P                        |
| 25                         | Erik Cais                                                     | Petr Těšínský                                                        | Ford Fiesta Rally2       | Yacco ACCR Team                  | P                        |
| 26                         | Emil Lindholm                                                 | Reeta Hämäläinen                                                     | Škoda Fabia Rally2 Evo   | Toksport WRT 2                   | P                        |
| 27                         | Jari Huttunen                                                 | Mikko Lukka                                                          | Ford Fiesta Rally2       | M-Sport Ford WRT                 | P                        |
| 28                         | Grégoire Munster                                              | Louis Louka                                                          | Hyundai i20 N Rally2     | Grégoire Munster                 | P                        |
| 29                         | Chris Ingram                                                  | Craig Drew                                                           | Škoda Fabia Rally2 Evo   | Chris Ingram                     | P                        |
| 30                         | Georg Linnamäe                                                | James Morgan                                                         | Volkswagen Polo GTI R5   | ALM Motorsport                   | P                        |
| 31                         | Mikko Heikkilä                                                | Samu Vaaleri                                                         | Škoda Fabia Rally2 Evo   | Mikko Heikkilä                   | P                        |
| 32                         | Sean Johnston                                                 | Alexander Kihurani                                                   | Citroën C3 Rally2        | Saintéloc Junior Team            | P                        |
| 34                         | Benito Guerra Jr.                                             | Daniel Cué                                                           | Škoda Fabia Rally2 Evo   | Benito Guerra Jr.                | P                        |
| 35                         | Armin Kremer                                                  | Timo Gottschalk                                                      | Škoda Fabia Rally2 Evo   | Armin Kremer                     | P                        |
| 36                         | Neil Simpson                                                  | Michael Gibson                                                       | Škoda Fabia Rally2 Evo   | Neil Simpson                     | P                        |
| 37                         | Mauro Miele                                                   | Luca Beltrame                                                        | Škoda Fabia Rally2 Evo   | Mauro Miele                      | P                        |
| 38                         | Pierre Ragues                                                 | Julien Pesenti                                                       | Volkswagen Polo GTI R5   | Yacco ACCR Team                  | P                        |
| 39                         | Olivier Burri                                                 | Anderson Levratti                                                    | Volkswagen Polo GTI R5   | Olivier Burri                    | P                        |
| 40                         | Niko Pulić                                                    | Aleksandra Kovačić                                                   | Škoda Fabia Rally2 Evo   | Niko Pulić                       | P                        |
| 41                         | Johannes Keferböck                                            | Ilka Minor                                                           | Škoda Fabia Rally2 Evo   | Johannes Keferböck               | P                        |
| 43                         | Mikołaj Marczyk                                               | Szymon Gospodarczyk                                                  | Škoda Fabia Rally2 Evo   | Mikołaj Marczyk                  | P                        |
| 45                         | Fabrizio Arengi Bentivoglio                                   | Massimiliano Bosi                                                    | Škoda Fabia Rally2 Evo   | Fabrizio Arengi Bentivoglio      | P                        |
| 46                         | Henk Vossen                                                   | Hans van Goor                                                        | Ford Fiesta R5           | Henk Vossen                      | P                        |
| 47                         | Aljoša Novak                                                  | Uroš Ocvirk                                                          | Škoda Fabia Rally2 Evo   | Aljoša Novak                     | P                        |
| 48                         | Paulo Nobre                                                   | Gabriel Morales                                                      | Škoda Fabia Rally2 Evo   | Paulo Nobre                      | P                        |
| 49                         | Osamu Fukunaga                                                | Misako Saida                                                         | Škoda Fabia Rally2 Evo   | Osamu Fukunaga                   | P                        |
| 50                         | Carlo Covi                                                    | Michela Lorigiola                                                    | Škoda Fabia Rally2 Evo   | Carlo Covi                       | P                        |
| 51                         | Filippo Marchino                                              | Roberto Briani                                                       | Škoda Fabia Rally2 Evo   | Filippo Marchino                 | P                        |
| World Rally Championship 3 |                                                               |                                                                      |                          |                                  |                          |
| 52                         | Jon Armstrong                                                 | Brian Hoy                                                            | Ford Fiesta Rally3       | Jon Armstrong                    | P                        |
| 53                         | Lauri Joona                                                   | Mikael Korhonen                                                      | Ford Fiesta Rally3       | Lauri Joona                      | P                        |
| 54                         | Sami Pajari                                                   | Enni Mälkönen                                                        | Ford Fiesta Rally3       | Sami Pajari                      | P                        |
| 55                         | Jan Černý                                                     | Petr Jindra Jr                                                       | Ford Fiesta Rally3       | Jan Černý                        | P                        |
| 56                         | William Creighton                                             | Liam Regan                                                           | Ford Fiesta Rally3       | Motorsport Ireland Rally Academy | P                        |
| 57                         | Robert Virves                                                 | Aleks Lesk                                                           | Ford Fiesta Rally3       | Starter Energy Racing            | P                        |
| 58                         | Jean-Baptiste Franceschi                                      | Anthony Gorguilo                                                     | Ford Fiesta Rally3       | Jean-Baptiste Franceschi         | P                        |
| 59                         | Enrico Brazzoli                                               | Manuel Fenoli                                                        | Ford Fiesta Rally3       | Enrico Brazzoli                  | P                        |
| 60                         | Zoltán László                                                 | Tamás Kürti                                                          | Ford Fiesta Rally3       | Zoltán László                    | P                        |
| 61                         | Ivica Siladić                                                 | Jasna Durak                                                          | Ford Fiesta Rally3       | Ivica Siladić                    | P                        |
| 62                         | McRae Kimathi                                                 | Mwangi Kioni                                                         | Ford Fiesta Rally3       | McRae Kimathi                    | P                        |
| Fuente: ewrc-results.com   |                                                               |                                                                      |                          |                                  |                          |

## Itinerario
| Día                      | Tramo | Nombre                                   | Distancia | Ganador de la etapa | Automóvil              | Tiempo          | Líder de la general |
| ------------------------ | ----- | ---------------------------------------- | --------- | ------------------- | ---------------------- | --------------- | ------------------- |
| Día 1 (21 de abril)      | -     | Okić (Shakedown)                         | 3.65 km   | Kalle Rovanperä     | Toyota GR Yaris Rally1 | 1:52.5          | -                   |
| Día 2 (22 de abril)      | SS1   | Mali Lipovec - Grdanjci 1                | 19.20 km  | Kalle Rovanperä     | Toyota GR Yaris Rally1 | 12:44.6         | Kalle Rovanperä     |
| Día 2 (22 de abril)      | SS2   | Stojdraga - Gornja Vas 1                 | 20.77 km  | Kalle Rovanperä     | Toyota GR Yaris Rally1 | 13:14.2         | Kalle Rovanperä     |
| Día 2 (22 de abril)      | SS3   | Krašić - Vrškovac 1                      | 11.11 km  | Elfyn Evans         | Toyota GR Yaris Rally1 | 6:08.0          | Kalle Rovanperä     |
| Día 2 (22 de abril)      | SS4   | Pećurkovo Brdo - Mrežnički Novaki 1      | 9.11 km   | Kalle Rovanperä     | Toyota GR Yaris Rally1 | 5:11.2          | Kalle Rovanperä     |
| Día 2 (22 de abril)      | SS5   | Mali Lipovec - Grdanjci 1                | 19.20 km  | Kalle Rovanperä     | Toyota GR Yaris Rally1 | 13:00.9         | Kalle Rovanperä     |
| Día 2 (22 de abril)      | SS6   | Stojdraga - Gornja Vas 2                 | 20.77 km  | Kalle Rovanperä     | Toyota GR Yaris Rally1 | 13:32.8         | Kalle Rovanperä     |
| Día 2 (22 de abril)      | SS7   | Krašić - Vrškovac 2                      | 11.11 km  | Kalle Rovanperä     | Toyota GR Yaris Rally1 | 6:10.5          | Kalle Rovanperä     |
| Día 2 (22 de abril)      | SS8   | Pećurkovo Brdo - Mrežnički Novaki 2      | 9.11 km   | Thierry Neuville    | Hyundai i20 N Rally1   | 5:27.9          | Kalle Rovanperä     |
| Día 3 (23 de abril)      | SS9   | Kostanjevac - Petruš Vrh 1               | 23.76 km  | Elfyn Evans         | Toyota GR Yaris Rally1 | 13:39.8         | Kalle Rovanperä     |
| Día 3 (23 de abril)      | SS10  | Jaškovo - Mali Modruš Potok 1            | 10.10 km  | Esapekka Lappi      | Toyota GR Yaris Rally1 | 5:52.8          | Kalle Rovanperä     |
| Día 3 (23 de abril)      | SS11  | Platak 1                                 | 15.85 km  | Ott Tänak           | Hyundai i20 N Rally1   | 9:57.9          | Kalle Rovanperä     |
| Día 3 (23 de abril)      | SS12  | Vinski Vrh - Duga Resa 1                 | 8.78 km   | Thierry Neuville    | Hyundai i20 N Rally1   | 4:39.9          | Kalle Rovanperä     |
| Día 3 (23 de abril)      | SS13  | Kostanjevac - Petruš Vrh 2               | 23.76 km  | Esapekka Lappi      | Toyota GR Yaris Rally1 | 13:19.8         | Kalle Rovanperä     |
| Día 3 (23 de abril)      | SS14  | Jaškovo - Mali Modruš Potok 2            | 10.10 km  | Esapekka Lappi      | Toyota GR Yaris Rally1 | 5:43.6          | Kalle Rovanperä     |
| Día 3 (23 de abril)      | SS15  | Platak 2                                 | 15.85 km  | Tramo cancelado     | Tramo cancelado        | Tramo cancelado | Kalle Rovanperä     |
| Día 3 (23 de abril)      | SS16  | Vinski Vrh - Duga Resa 2                 | 8.78 km   | Kalle Rovanperä     | Toyota GR Yaris Rally1 | 4:36.0          | Kalle Rovanperä     |
| Día 4 (24 de abril)      | SS17  | Trakošćan - Vrbno 1                      | 13.15 km  | Esapekka Lappi      | Toyota GR Yaris Rally1 | 7:05.8          | Kalle Rovanperä     |
| Día 4 (24 de abril)      | SS18  | Zagorska Sela - Kumrovec 1               | 14.09 km  | Thierry Neuville    | Hyundai i20 N Rally1   | 8:25.8          | Kalle Rovanperä     |
| Día 4 (24 de abril)      | SS19  | Trakošćan - Vrbno 2                      | 13.15 km  | Ott Tänak           | Hyundai i20 N Rally1   | 8:15.5          | Ott Tänak           |
| Día 4 (24 de abril)      | SS20  | Zagorska Sela - Kumrovec 2 (Power Stage) | 14.09 km  | Kalle Rovanperä     | Toyota GR Yaris Rally1 | 9:01.8          | Kalle Rovanperä     |
| Fuente: ewrc-results.com |       |                                          |           |                     |                        |                 |                     |

### Power stage
El power stage fue una etapa de 14.09 km al final del rally. Se otorgaron puntos adicionales del Campeonato Mundial a los cinco más rápidos.
| Pos. | Piloto          | Copiloto         | Coche                  | Equipo                  | Tiempo | Puntos |
| ---- | --------------- | ---------------- | ---------------------- | ----------------------- | ------ | ------ |
| 1    | Kalle Rovanperä | Jonne Halttunen  | Toyota GR Yaris Rally1 | Toyota Gazoo Racing WRT | 9:01.8 | 5      |
| 2    | Ott Tänak       | Martin Järveoja  | Hyundai i20 N Rally1   | Hyundai Shell Mobis WRT | +5.7   | 4      |
| 3    | Elfyn Evans     | Scott Martin     | Toyota GR Yaris Rally1 | Toyota Gazoo Racing WRT | +21.9  | 3      |
| 4    | Craig Breen     | Paul Nagle       | Ford Puma Rally1       | M-Sport Ford WRT        | +22.2  | 2      |
| 5    | Emil Lindholm   | Reeta Hämäläinen | Škoda Fabia Rally2 Evo | Toksport WRT 2          | +25.8  | 1      |

## Clasificación final
| World Rally Championship   | World Rally Championship                                      | World Rally Championship                                             | World Rally Championship | World Rally Championship         | World Rally Championship | World Rally Championship | World Rally Championship |
| Pos.                       | Piloto                                                        | Copiloto                                                             | Automóvil                | Equipo                           | Neumático                | Tiempo                   | Puntos                   |
| -------------------------- | ------------------------------------------------------------- | -------------------------------------------------------------------- | ------------------------ | -------------------------------- | ------------------------ | ------------------------ | ------------------------ |
| 1                          | Kalle Rovanperä                                               | Jonne Halttunen                                                      | Toyota GR Yaris Rally1   | Toyota Gazoo Racing WRT          | P                        | 2:48:21.5                | 25                       |
| 2                          | Ott Tänak                                                     | Martin Järveoja                                                      | Hyundai i20 N Rally1     | Hyundai Shell Mobis WRT          | P                        | +4.3                     | 18                       |
| 3                          | Thierry Neuville                                              | Martijn Wydaeghe                                                     | Hyundai i20 N Rally1     | Hyundai Shell Mobis WRT          | P                        | +2:21.0                  | 15                       |
| 4                          | Craig Breen                                                   | Paul Nagle                                                           | Ford Puma Rally1         | M-Sport Ford WRT                 | P                        | +3:07.3                  | 12                       |
| 5                          | Elfyn Evans                                                   | Scott Martin                                                         | Toyota GR Yaris Rally1   | Toyota Gazoo Racing WRT          | P                        | +3:46.0                  | 10                       |
| 6                          | Takamoto Katsuta                                              | Aaron Johnston                                                       | Toyota GR Yaris Rally1   | Toyota Gazoo Racing WRT NG       | P                        | +8:08.5                  | 8                        |
| 7                          | Yohan Rossel                                                  | Valentin Sarreaud                                                    | Citroën C3 Rally2        | PH Sport                         | P                        | +10:01.0                 | 6                        |
| 8                          | Kajetan Kajetanowicz                                          | Maciej Szczepaniak                                                   | Škoda Fabia Rally2 Evo   | Kajetan Kajetanowicz             | P                        | +11:01.2                 | 4                        |
| 9                          | Emil Lindholm                                                 | Reeta Hämäläinen                                                     | Škoda Fabia Rally2 Evo   | Toksport WRT 2                   | P                        | +11:11.9                 | 2                        |
| 10                         | [[Archivo:ANA flag (2017).svg\|border\|20px]] Nikolay Gryazin | [[Archivo:ANA flag (2017).svg\|border\|20px]] Konstantin Aleksandrov | Škoda Fabia Rally2 Evo   | Toksport WRT 2                   | P                        | +11:48.5                 | 1                        |
| World Rally Championship 2 |                                                               |                                                                      |                          |                                  |                          |                          |                          |
| 1 (7.)                     | Yohan Rossel                                                  | Valentin Sarreaud                                                    | Citroën C3 Rally2        | PH Sport                         | P                        | 2:58:22.5                | 25                       |
| 2 (8.)                     | Kajetan Kajetanowicz                                          | Maciej Szczepaniak                                                   | Škoda Fabia Rally2 Evo   | Kajetan Kajetanowicz             | P                        | +1:00.2                  | 18                       |
| 3 (9.)                     | Emil Lindholm                                                 | Reeta Hämäläinen                                                     | Škoda Fabia Rally2 Evo   | Toksport WRT 2                   | P                        | +1:10.9                  | 15                       |
| 4 (10.)                    | [[Archivo:ANA flag (2017).svg\|border\|20px]] Nikolay Gryazin | [[Archivo:ANA flag (2017).svg\|border\|20px]] Konstantin Aleksandrov | Škoda Fabia Rally2 Evo   | Toksport WRT 2                   | P                        | +1:47.5                  | 12                       |
| 5 (11.)                    | Chris Ingram                                                  | Craig Drew                                                           | Škoda Fabia Rally2 Evo   | Chris Ingram                     | P                        | +2:32.7                  | 10                       |
| 6 (12.)                    | Stéphane Lefebvre                                             | Andy Malfoy                                                          | Citroën C3 Rally2        | Stéphane Lefebvre                | P                        | +3:18.0                  | 8                        |
| 7 (13.)                    | Eric Camilli                                                  | Thibault de la Haye                                                  | Citroën C3 Rally2        | Saintéloc Junior Team            | P                        | +3:20.9                  | 6                        |
| 8 (14.)                    | Erik Cais                                                     | Petr Těšínský                                                        | Ford Fiesta Rally2       | Yacco ACCR Team                  | P                        | +6:02.8                  | 4                        |
| 9 (16.)                    | Mikołaj Marczyk                                               | Szymon Gospodarczyk                                                  | Škoda Fabia Rally2 Evo   | Mikołaj Marczyk                  | P                        | +8:58.2                  | 2                        |
| 10 (18.)                   | Mikko Heikkilä                                                | Samu Vaaleri                                                         | Škoda Fabia Rally2 Evo   | Mikko Heikkilä                   | P                        | +9:59.5                  | 1                        |
| World Rally Championship 3 |                                                               |                                                                      |                          |                                  |                          |                          |                          |
| 1 (34.)                    | Zoltán László                                                 | Tamás Kürti                                                          | Ford Fiesta Rally3       | M-Sport Racing Kft.              | P                        | 3:32:47.0                | 25                       |
| 2 (35.)                    | Enrico Brazzoli                                               | Manuel Fenoli                                                        | Ford Fiesta Rally3       | Enrico Brazzoli                  | P                        | +35.6                    | 18                       |
| 3 (40.)                    | Ivica Siladić                                                 | Jasna Durak                                                          | Ford Fiesta Rally3       | Ivica Siladić                    | P                        | +5:34.3                  | 15                       |
| 4 (52.)                    | William Creighton                                             | Liam Regan                                                           | Ford Fiesta Rally3       | Motorsport Ireland Rally Academy | P                        | +47:33.5                 | 12                       |
| Fuente: ewrc-results.com   |                                                               |                                                                      |                          |                                  |                          |                          |                          |

## Clasificaciones tras el rally
| Posición | Piloto           | Puntos | Cambios de posición |
| -------- | ---------------- | ------ | ------------------- |
| 1        | Kalle Rovanperä  | 76     | Sin cambios         |
| 2        | Thierry Neuville | 47     | Sin cambios         |
| 3        | Craig Breen      | 30     | Crecimiento         |
| 4        | Sebastien Loeb   | 27     | Decrecimiento       |
| 5        | Ott Tänak        | 27     | Crecimiento         |

| Posición | Equipo                     | Puntos | Cambios de posición |
| -------- | -------------------------- | ------ | ------------------- |
| 1        | Toyota Gazoo Racing WRT    | 126    | Sin cambios         |
| 2        | Hyundai Shell Mobis WRT    | 84     | Crecimiento         |
| 3        | M-Sport Ford WRT           | 79     | Decrecimiento       |
| 4        | Toyota Gazoo Racing WRT NG | 30     | Sin cambios         |